# Завод за заштиту споменика културе града Приштине
| Завод за заштиту споменика културе града Приштине |                  |
|                                                   |                  |
|                                                   | Установа културе |
| Основан:                                          | 1973.            |
| Седиште:                                          | Грачаница Србија |
| Надлежност:                                       | Град Приштина    |

Завод за заштиту споменика културе града Приштине је установа културе у систему државних и јавних установа Републике Србије, са званичним седиштем у Приштини и измештеним седиштем у Грачаници. Територијална надлежност Завода обухвата подручје Града Приштине. Основна делатност Завода састоји се у заштити споменика културе.

## Историја
Завод је основан 1973. године, под првобитним називом: Завод за заштиту споменика културе и споменика НОБ. Реорганизацијом из 1977. године, Завод је сведен на степен стручне службе при општинским огранима управе. Године 1981, поново је успостављен, под именом Завод за заштиту и презентацију културних добара општине Приштина. Након реорганизације градске управе, Завод је 1993. године добио садашњи назив: Завод за заштиту споменика културе града Приштине. Средином 1999. године, седиште завода је морало бити измештено из Приштине и данас се налази у Грачаници.